# Renault R.S.20
Der Renault R.S.20 ist der Formel-1-Rennwagen von Renault für die Formel-1-Weltmeisterschaft 2020. Er ist der 25. Formel-1-Wagen von Renault. Erste Foto-Ausschnitte des Wagens wurden am 12. Februar 2020 veröffentlicht, eine offizielle Präsentation fand nicht statt.

## Technik und Entwicklung
Wie alle Formel-1-Fahrzeuge des Jahres 2020 ist der Renault R.S.20 ein hinterradangetriebener Monoposto mit einem Monocoque aus kohlenstofffaserverstärktem Kunststoff (CFK). Außer dem Monocoque bestehen auch viele weitere Teile des Fahrzeugs, darunter die Karosserieteile und das Lenkrad aus CFK. Auch die Bremsscheiben sind aus einem mit Kohlenstofffasern verstärkten Verbundwerkstoff.
Da das technische Reglement zur Saison 2020 weitgehend stabil blieb, ist der R.S.20 zum größten Teil aus dem Vorgängermodell R.S.19 weiter entwickelt.
Angetrieben wird der R.S.20 von einem 1,6-Liter-V6-Motor von Renault in der Fahrzeugmitte mit Turbolader sowie einem 120 kW starken Elektromotor, es ist also ein Hybridelektrokraftfahrzeug. Das sequentielle Getriebe des Wagens hat acht Gänge. Der Gangwechsel wird über Schaltwippen am Lenkrad ausgelöst. Das Fahrzeug hat nur zwei Pedale, ein Gaspedal (rechts) und ein Bremspedal (links). Genau wie viele andere Funktionen wird die Kupplung, die nur beim Anfahren aus dem Stand verwendet wird, über einen Hebel am Lenkrad bedient.
Das Fahrzeug ist insgesamt 2000 mm breit, die Breite zwischen Vorder- und Hinterachse beträgt 1600 mm, die Höhe 950 mm. Der Frontflügel ist 2000 mm breit, der Heckflügel 1050 mm und 820 mm hoch. Der Diffusor ist 175 hoch mm sowie 1050 mm breit. Der Wagen ist mit 305 mm breiten Vorderreifen und mit 405 mm breiten Hinterreifen des Einheitslieferanten Pirelli ausgestattet, die auf 13-Zoll-Rädern montiert sind.
Der R.S.20 hat, wie alle Formel-1-Fahrzeuge seit 2011, ein Drag Reduction System (DRS), das durch Flachstellen eines Teils des Heckflügels den Luftwiderstand des Fahrzeugs auf den Geraden verringert, wenn es eingesetzt werden darf. Auch das DRS wird mit einem Schalter am Lenkrad des Wagens aktiviert.
Der R.S.20 ist mit dem Halo-System ausgestattet, das einen zusätzlichen Schutz für den Kopf des Fahrers bietet.

## Lackierung und Sponsoring
Der R.S.20 war auf den ersten veröffentlichten Fotos sowie bei den Testfahrten vor der Saison in Schwarz lackiert und mit weißen Sponsorenaufklebern sowie gelben Startnummern versehen. Im Rahmen des ursprünglich geplanten Saisonauftaktes in Australien wurde als endgültige Lackierung jedoch eine wie in den Vorjahren überwiegend in Gelb und Schwarz gehaltene präsentiert.
Neben dem Hersteller Renault werben BP, Castrol, DuPont de Nemours, Genii Capital, Infiniti, Mapfre, Microsoft und RCI Banque auf dem Fahrzeug.

## Fahrer
Renault trat 2020 mit der Fahrerpaarung Esteban Ocon und Daniel Ricciardo an. Ricciardo bestritt seine zweite Saison für das Team, Ocon wechselte von Mercedes, wo er Test- und Ersatzfahrer war, zu Renault und ersetzte Nico Hülkenberg.

## Ergebnisse
| Fahrer                          | Nr.                             | 1   | 2   | 3  | 4 | 5  | 6  | 7 | 8 | 9   | 10 | 11  | 12 | 13  | 14 | 15 | 16 | 17 | Punkte | Rang |
| ------------------------------- | ------------------------------- | --- | --- | -- | - | -- | -- | - | - | --- | -- | --- | -- | --- | -- | -- | -- | -- | ------ | ---- |
| Formel-1-Weltmeisterschaft 2020 | Formel-1-Weltmeisterschaft 2020 |     |     |    |   |    |    |   |   |     |    |     |    |     |    |    |    |    | 181    | 5.   |
| D. Ricciardo                    | 03                              | DNF | 8   | 8  | 4 | 14 | 11 | 4 | 6 | 4   | 5  | 3   | 9  | 3   | 10 | 7  | 5  | 7  | 181    | 5.   |
| E. Ocon                         | 31                              | 8   | DNF | 14 | 6 | 8  | 13 | 5 | 8 | DNF | 7  | DNF | 8  | DNF | 11 | 9  | 2  | 9  | 181    | 5.   |

| Legende  | Legende            | Legende                                                          |
| Farbe    | Abkürzung          | Bedeutung                                                        |
| -------- | ------------------ | ---------------------------------------------------------------- |
| Gold     | –                  | Sieg                                                             |
| Silber   | –                  | 2. Platz                                                         |
| Bronze   | –                  | 3. Platz                                                         |
| Grün     | –                  | Platzierung in den Punkten                                       |
| Blau     | –                  | Klassifiziert außerhalb der Punkteränge                          |
| Violett  | DNF                | Rennen nicht beendet (did not finish)                            |
| Violett  | NC                 | nicht klassifiziert (not classified)                             |
| Rot      | DNQ                | nicht qualifiziert (did not qualify)                             |
| Rot      | DNPQ               | in Vorqualifikation gescheitert (did not pre-qualify)            |
| Schwarz  | DSQ                | disqualifiziert (disqualified)                                   |
| Weiß     | DNS                | nicht am Start (did not start)                                   |
| Weiß     | WD                 | zurückgezogen (withdrawn)                                        |
| Hellblau | PO                 | nur am Training teilgenommen (practiced only)                    |
| Hellblau | TD                 | Freitags-Testfahrer (test driver)                                |
| ohne     | DNP                | nicht am Training teilgenommen (did not practice)                |
| ohne     | INJ                | verletzt oder krank (injured)                                    |
| ohne     | EX                 | ausgeschlossen (excluded)                                        |
| ohne     | DNA                | nicht erschienen (did not arrive)                                |
| ohne     | C                  | Rennen abgesagt (cancelled)                                      |
| ohne     | keine WM-Teilnahme |                                                                  |
| sonstige | P/fett             | Pole-Position                                                    |
| sonstige | 1/2/3/4/5/6/7/8    | Punktplatzierung im Sprint-/Qualifikationsrennen                 |
| sonstige | SR/kursiv          | Schnellste Rennrunde                                             |
| sonstige | *                  | nicht im Ziel, aufgrund der zurückgelegten Distanz aber gewertet |
| sonstige | ()                 | Streichresultate                                                 |
| sonstige | unterstrichen      | Führender in der Gesamtwertung                                   |